# لوريانو فالينيلا لانز
لوريانو فالينيلا لانز Laureano Vallenilla Lanz (بالإسبانية: Laureano Vallenilla Lanz) كاتب ومؤرخ وصحفي وعالم اجتماع، وسياسي ودبلوماسي، من فنزويلا ولد في باريس في 10 نوفمبر 1870. واحد من الممثلين الرئيسيين للفكر الفلسفي الفنزويلي.

## السيرة الداتية
هو ابن خوسيه فالينيلا كوفا وجوسيفا ماريا لانز موراليس، لوريانو فالينيلا لانز كان الثالث من سبعة أطفال: ليونور، خوسيه دي خيسوس، بالتاسار، هيرسيليا، جوزيفينا وأغسطين.
وبعد حصوله علي درجه البكالوريوس، عام 1886، انتقل إلى كاراكاس بحثا عن افاق جديده ودخل إلى جامعه فنزويلا المركزية. في 1889 القرار دهب إلى برشلونة ويكتب علي صفحات صحيفة La Nueva Era.

## حياته السياسية
شغل فالينيلا لانز عددا من المناصب تحت حكم خوان فيسنتي غوميز الديكتاتوري، وكان معروفا جيدا بدافعه لنظام حكم الرئيس خوان. في عام 1892 أخد أول منصب له، كضابط أول في مكتب الجمارك في غوانتا؛ في عام 1894، هو الأمين الخاص للجنرال نيكولاس رولاندو، الرئيس المدني والعسكري لولاية بيرموديز، وكان في عمله يسمي سيزاريسمو ديموكراتيكو (1919؛ العنوان الإنجليزي: القيصرية الديمقراطية)، وبرر نظام السلطة العسكرية بالقول أنه نظرا لطابع الشعب الفنزويلي، فإن الحكم الديكتاتوري ضروري للحفاظ على النظام العام؛ وفي رأيه، كان هذا النظام ديموقراطي لأنه يرجع إلي اقتراح اللاوعي من الأغلبية؛ وكان لفترة من الوقت مبعوث ووزير مفوض من فنزويلا إلى فرنسا خلال عام 1930 .
وبعد عام 1896 بسنة استقر بشكل دائم في كاراكاس. وشغل منصب السكرتير الخاص للجنرال زويلو بيلو رودريغيز، رئيس مجلس النواب ثم وزير العلاقات الداخلية. على المستوى الشخصي.
كما أنه لم يهمل الكتابة؛ نصوص التاريخ والسياسة، مع فنزويلا في تلك المرحلة، والتي تظهر بين عامي 1898 و 1899 في صحف كاراكاس.

## الحياة في أوروبا
في عام 1904 سافر إلى أمستردام. إن إقامته في أوروبا تسمح له بالجمع بين العمل القنصلي ودراسة الفكر السياسي الأوروبي في ذلك الوقت. اهتمامه بالمواضيع عميق بما فيه الكفاية ليأخذه إلى باريس، حيث كان مستمع جيد يحضر الفصول الدراسية في جامعة السوربون وكوليج دو فرانس.
المؤلفين مثل تشارلز لانغلوا، إرنست رينان، تشارلز سينوبوس، غوستاف لو بون، هيبوليت تاين وسيليستين بوغلي لهم تأثير ملحوظ على مفهومه للمجتمع والتاريخ. وبنفس الطريقة، واصل كتابة دراساته عن التاريخ السياسي والاجتماعي لفنزويلا.
بسبب آلامه الروماتيزمية، في عام 1908 انتقل إلى إسبانيا. في القنصلية الفنزويلية في مدينة سانتاندر، لديه إمكانية الوصول ليس فقط إلى الدوائر الفكرية للبلدة، ولكن أيضا إلى المحفوظات التاريخية الهامة، التي يستخرج منها معرفة قيمة لبحوثه في فنزويلا.
```
تحليلاته هي معتمدة من قبل الأكاديمية الإسبانية الملكية للتاريخ. في هذه الفترة، أصبح لديه الفرصة للقاء شخصيات هامة من القانون والثقافة مثل Luis María Dragoلويس ماريا دراغو، Francisco Villaespesaفرانسيسكو فيليسبيسا، Miguel de Unamunoميغيل دي أونامونو، Benito Pérez Galdósبينيتو بيريز غالدوس، Pío Barojaبيو باروجا وآخرين.
```

في عام 1906 تزوج من ماريا بلانشارت لوفيرا، وأنجبا ثلاثة أطفال:María Luisa ماريا لويزا (1906)،Josefina جوزفينا (1909)؛ Laureano José واوريانو خوسيه (1912) 0.5 في عام 1909، مع وصوله إلى السلطة مع الجنرال خوان فيسنتي غوميز، فالينيلا نقل مرة أخرى إلى أمستردام، لكن صحته تضطره للاستقالة في غضون بضعة أشهر.

## أفكاره الجتماعية والسياسية
كان فالينيلا مسؤولا إلى حد كبير عن تطوير النظرية التاريخية والاجتماعية التي تتناول قضايا العرق، وعلاقات القوة، والتنمية الاجتماعية.
واعتبر أن الجماهير الشعبية هي مجموعة اجتماعية متخلفة وغير منضبطة، وقال إن القيادة السياسية يجب أن تدار من خلال رجل قوي شعبي.
وعلى وجه التحديد، قال فالينيلا إن التصنيف البشري ليس له أساس بيولوجي، وينبغي أن يفهم على أنه مبني اجتماعيا، وهاجم فالينيلا فكرة أن النقاء العرقي يوفر الشرعية الأخلاقية أو السياسية.

## وفاته
توفي في يوم 16 نوفمبر 1936؛ وأقيمت جنازة فالينيلا في 18 نوفمبر 1936 في كنيسة سانت بيير دي شايلو في باريس؛ بحضور ابنه لوريانو فالينيلا وغيرهم من أفراد أسرته.

## وصلات خارجية
Laureano Vallenilla Lanz#cite note-diego-1